# Allen L. Wold
Allen L. Wold, född 1943, är en amerikansk science fiction-författare. Wold har bidragit med några egna volymer till serien V och med andra författare som George W. Proctor, Timothy Robert Sullivan, S.P. Somtow och A.C. Crispin.
Hans genombrottsbok Star God skildrar utomjordingars konfessionella problem med hallucinationer, syner och kontaktförsök från en uppenbart överlägsen varelse med närmast omnipotenta men ej ubikvitära egenskaper.  En hjältefigur förbereds därför i olika steg att tackla problemen i ett avslutande möte med en rimligt tecknad sådan "uppenbarelse" på dennes tillfälliga uppehållsplats.
Jewels of the Dragon är den första boken i trilogin Rikard Braeth Saga, som skildrar utomjordingar på den dödligaste av främmande världar, planeten Kohltri-A, där varje man, kvinna och barn bär en pistol på höften. På denna laglösa tillflyktsort för outcasts finns dock den största av skatter... De två följande böckerna är Crown of the Serpent och The Lair of the Cyclops.
The Eye in the Stones beskriver 1900-talstrollkarlen Morgan Scotts plikt att bekämpa Det ondas tjänare varhelst han stötte på dem. Men denne gjorde en oväntad upptäckt...